# Kővári Béla
Kővári Béla (Pécs, 1954. december 4. –) okleveles villamosmérnök, folyamatirányítási szakmérnök, menedzser, festőművész.

## Életpályája
1973-ban érettségizett Pécsett a Zipernowsky Károly Technikumban, majd egyetemi diplomát szerzett 1980-ban a Budapesti Műszaki Egyetem villamosmérnöki karán. Az egyetem elvégzése után folyamatirányítási szakmérnöki diplomát szerzett. Először az MMG Automatikai Műveknél dolgozott mint szoftverfejlesztő mérnök, majd az ASK Kft.-ben műszaki igazgató, később a ScadaSys Kft. ügyvezető igazgatója.

## Jelentősebb elismerései
- 2001 Magyar Innovációs Nagydíj pályázat: „Buildog rendszer” nívódíj
- 2004 Magyar Innovációs Nagydíj pályázat: „D-Mon Scada szoftverrendszer” különdíj
- 2020 Aranyecset rajzpályázat: „Óda” II. helyezés[1]
- 2021 Honvédelmi minisztérium: „Zrínyi 400” különdíj[2]
- 2023 MűvészTerem tehetségkutató pályázat, festmény kategória: „Fekete-fehér 1-2” I. helyezés[3]

## Főbb alkotásai
- Üveg, tükör: Óda, Digitális kígyó, Emlék, Zsuzsanna és a vének, All along the watchtower, Pieta, Léda és a hattyú, Anoushka, Litle wing, Capillária, Sárkány születése, Aase halála
- Táblaképek: Mayday, Alvó nő, Ablakok, Fekete-fehér, Mulholland Drive, Szent Antal megkísértése, Transzformáció, Zrínyi 400, For-I, Angyali ürvözlet

## Kiállítások
- Stefánia Galéria, 2019. március 27. – április 15.
- Stefánia Galéria, 2022. március 24. – április 20.
- K Galéria, 2023. szeptember 1-8.[4]